# 스에요시정
스에요시정(일본어: 末吉町)은 일본 가고시마현 소오군의 옛 정이다. 

## 참고 문헌
- 角川日本地名大辞典編纂委員会,『角川日本地名大辞典 鹿児島県』1983, 角川書店